# 岩村華
岩村 華(いわむら はな、2001年3月9日 - )は、日本の女性歌手、元「みんなアイドルプロジェクト」、「ピューロガールズ」、「名無しのアイドル」、「レキオスノカゼ」メンバー。血液型はO型。

## 略歴
2019年に実施された、nana×池田彩 presents「次世代を担うアニソン・ゲーソンシンガーは私に任せて！」オーディションでグランプリを受賞。
2021年にはサンリオピューロランド公式アイドルオーディションに合格し、ピューロガールズのメンバーとなる。

## 作品
- 「ヒストリーゴーズアラウンド」 （2020年）-BS日テレ「偉人だって人間だもの ～偉人の弱点や失敗から人生を学ぶ！～」のテーマソング。2020年9月4日放映。YouTubeで公開中の岩村華の最初のイメージビデオにも使用されている[2]。
- 「シンフォニー王国物語」 （2020年）- 初めて声優として参加したオーディオドラマ作品。エンタテインメントレーベル「SEYANEN RECORDS」の第1弾プロジェクトとして打ち出された。同じ事務所に所属する池田彩がプロデュース[3]。
- 「あの空にYELL」 （2021年）- 歌声とダンス動画を送信するだけで自宅にいながら誰でも参加できるアイドルグループ「みんなアイドルプロジェクト」のメンバーとして参加[4]。
- 「ズレてるマスクガール」 （2022年）- 歌声とダンス動画を送信するだけで自宅にいながら誰でも参加できるアイドルグループ「みんなアイドルプロジェクト」のメンバーとして参加[5]。
- 「ヘアピンダブル -PaRet Edition-」 （2022年）[6]
- 「お雛様のヘアカット」（2022年）[7]
- 「夢はここから」 （2024年）- 岩村華 デビュー曲 [8]
- 「ノスタルジックメモリーズ」 （2024年）- 岩村華 デビュー曲 [8]
- 「ありがとうの愛をこめて」 （2025年） [9]
- 「最後の一票 TheMovie」 （2025年） [10]

## ディスコグラフィー

### CDシングル
| 発売日       | タイトル     | 収録曲                                                       |
| ------------ | ------------ | ------------------------------------------------------------ |
| 2025年8月7日 | 夢はここから | 夢はここから ノスタルジックメモリーズ ありがとうの愛をこめて |

### デジタルシングル
| 発売日         | タイトル                 | 収録曲                   |
| -------------- | ------------------------ | ------------------------ |
| 2024年10月10日 | 夢はここから             | 夢はここから             |
| 2024年10月10日 | ノスタルジックメモリーズ | ノスタルジックメモリーズ |

## イベント
- 「UNION STAR'S 2020」（2020年9月20日、21日）- 初ステージ。ユニオンエンタテインメント所属アーティストが集結するイベント[11]。
- 「「SEYANEN RECORDS」設立記念イベント～LIVE＆朗読劇～」（2020年12月30日）- 初の朗読劇を披露。池田彩等と共に「シンフォニー王国物語」の外伝を演じた[12]。
- 「岩村華 Birthday EVENT in 東京」（2024年3月24日）[13]
- 「はぴはならんど」（2024年10月5日）[14]
- 「岩村華生誕祭2025」（2025年3月8日）[15]